# نوکیا لومیا ۸۰۰
نوکیا لومیا ۸۰۰ (به انگلیسی: Nokia Lumia 800) تلفن همراه هوشمند تولیدشده به‌وسیلهٔ شرکت نوکیا می‌باشد که در اکتبر ۲۰۱۱ رونمایی و در نوامبر ۲۰۱۱ عرضه گردید. این تلفن هوشمند بر خلاف تلفن‌های هوشمند پیشین عرضه‌شده توسط نوکیا که دارای سیستم‌عامل سیمبیان هستند از سیستم‌عامل ویندوز فون ۷٬۵ شرکت مایکروسافت استفاده می‌کند.